# Rebamipide
La Rebamipide è un derivato aminoacidico di un 2-(1H)-chinolinone, usato per la protezione mucosale e il trattamento delle ulcere gastroduodenali e delle gastriti. Agisce aumentando le difese della mucosa, come scavenger di radicali e attivando temporaneamente i geni che codificano per la ciclossigenasi-2.
La rebamipide è usata in diversi paesi asiatici, inclusi Giappone, Corea del Sud e Cina.
I